# Pijnackeria hispanica

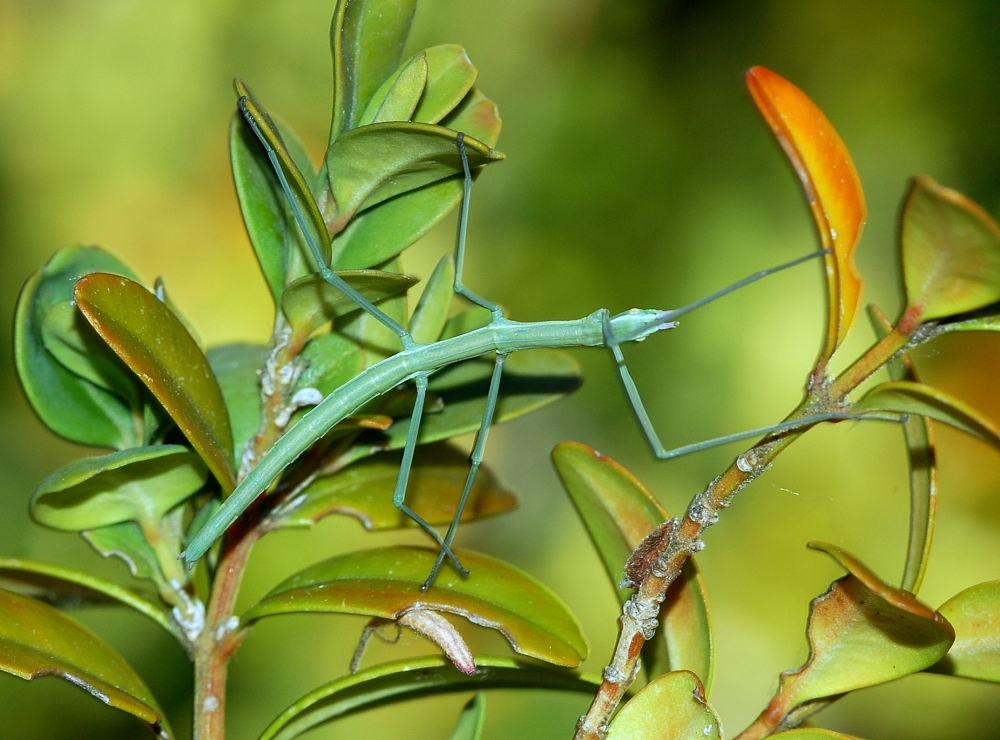
Pijnackeria masettii, przedstawiciel tego samego kompleksu gatunkowego, triploidalny, partenogenetyczny mieszaniec o prawdopodobnie wymarłych gatunkach ojcowskim i matczynym.

Pijnackeria hispanica – gatunek straszyka z rodziny Diapheromeridae i podrodziny Pachymorphinae.

## Taksonomia i genetyka
Gatunek ten po raz pierwszy opisany został w 1878 roku przez Ignacia Bolívara jako Bacillus hispanicus. W nowym rodzaju Leptynia umieścił go w 1890 roku P.J. Pantel. Pod koniec XX wieku różne publikacje zaczęły rozpoznawać w L. hispanica kompleks gatunków bliźniaczych, nadając poszczególnym jej populacjom oznaczenia literowe. Rangę rodzaju pod nazwą Pijnackeria nadał owemu kompleksowi Valerio Scali w 2009 roku.  
W 2013 roku Valerio Scali, Liliana Milani i Marco Passamonti na podstawie danych z zakresu genetyki, cytologii, morfologii i biogeografii wydzieli z P. hispanicus gatunki P. barbarae, P. lelongi, P. lucianae, P. masettii i P. originis. 
W nowym sensie P. hispanica jest tetraploidalną, rozmnażającą się partenogenetycznie hybrydą, której gatunkiem matczynym jest P. originis. W jego populacji występują tylko samice, których kariotyp to 4n=76, przy czym chromosomy w tetrapletach 1, 2, 8, 13, 14, 15 i 19 wykazują dymorfizm: wyróżnić się w nich da po dwie pary chromosomów bardziej podobnych do siebie niż do tych z drugiej pary.

## Morfologia i zasięg
Straszyk ten (n=6) osiąga od 49,3 do 55,3 mm długości ciała. Czułki jego zbudowane są z (n=23) 10 lub 11 członów i mają (n=24) od 3,4 do 4,1 mm długości. Odnóża tylnej pary mają uda o długości (n=11) od 8,1 do 12 mm. Vomer subanalny u samca nie występuje. Samice, tak jak u innych przedstawicieli rodzaju, mają spiczasty i sztywny wierzchołek odwłoka.
Jaja (n=10) tego gatunku mają od 3,8 do 4,8 mm długości, a ich szerokość jest od 2,72 do 3,5 raza większa od długości. Są one owalne, piaskowo ubarwione.
Owad ten jest endemiczny dla Hiszpanii. Występuje w środkowo-zachodniej części kraju.